# Yasushi Endo
Pour les articles homonymes, voir Endo.
Yasushi Endo (遠藤 康, Endo Yasushi) est un footballeur japonais né le 7 avril 1988. Il évolue au poste de milieu offensif.

## Palmarès
Avec Kashima Antlers :
- Champion du Japon en 2007, 2009 et 2016
- Vainqueur de la Coupe du Japon en 2010 et 2016
- Vainqueur de la Coupe de la Ligue japonaise en 2011 et 2012
- Vainqueur de la Supercoupe du Japon en 2010
- Vainqueur de la Coupe Suruga Bank en 2012
- Finaliste de la Coupe du monde des clubs en 2016